# Wilhelm Maybach
Wilhelm Maybach (9 février 1846 à Heilbronn - 29 décembre 1929 à Stuttgart) est un ingénieur, inventeur et industriel allemand. Il est disciple et ami de l'inventeur du moteur à explosion, Gottlieb Daimler, avec qui il a travaillé. Il est le fondateur de la marque de voiture de luxe allemande Maybach.

## Biographie
Il naît le 9 février 1846 à Heilbronn en royaume de Wurtemberg dans une famille de six enfants. Sa famille déménage à Stuttgart. À 10 ans, Wilhelm devient orphelin et est recueilli par une organisation caritative. Il suit des cours à la Reutlinger Bruderhaus, dont le directeur Gustav Werner soutient ses talents techniques.
En 1865, âgé de 19 ans, il rencontre et se lie d'amitié à vie avec son compatriote Gottlieb Daimler pour qui il va travailler de nombreuses années en tant qu'inventeur de moteurs à explosion.

### Inventeur pour Deutz AG

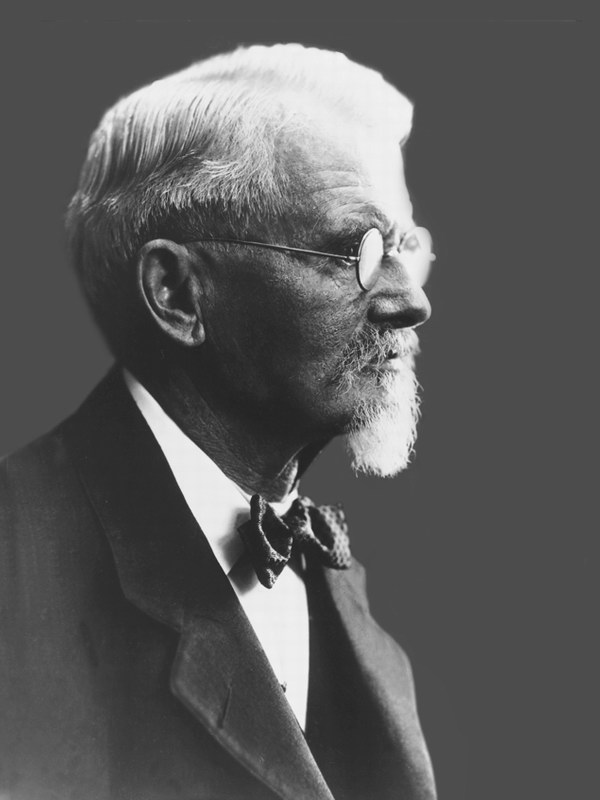
Wilhelm Maybach

En 1869, il obtient un emploi avec son ami Gottlieb Daimler comme dessinateur industriel chez un constructeur de moteurs allemand de Karlsruhe, entreprise dirigée par l'ingénieur à l'origine du moteur à essence, Nikolaus August Otto. Ils commencent à concevoir des moteurs légers à combustion interne, destinés aux véhicules terrestres et aériens. Ils développent un moteur fonctionnant au gaz d'éclairage.
Trois ans plus tard, Gottlieb Daimler devient directeur technique et s’associe avec Nikolaus August Otto pour fonder Deutz AG, constructeur de moteurs à gaz fixes. Wilhelm Maybach les suit dans cette aventure.

### Inventeur pour Gottlieb Daimler
En 1882, Wilhelm quitte Deutz AG avec Gottlieb Daimler qui fonde deux ans plus tard un atelier indépendant à Cannstatt (devenu depuis un quartier de Stuttgart) avec le montant du capital de ses parts de Deutz AG. Ils y améliorent le moteur à quatre temps de l'ingénieur français Beau de Rochas.

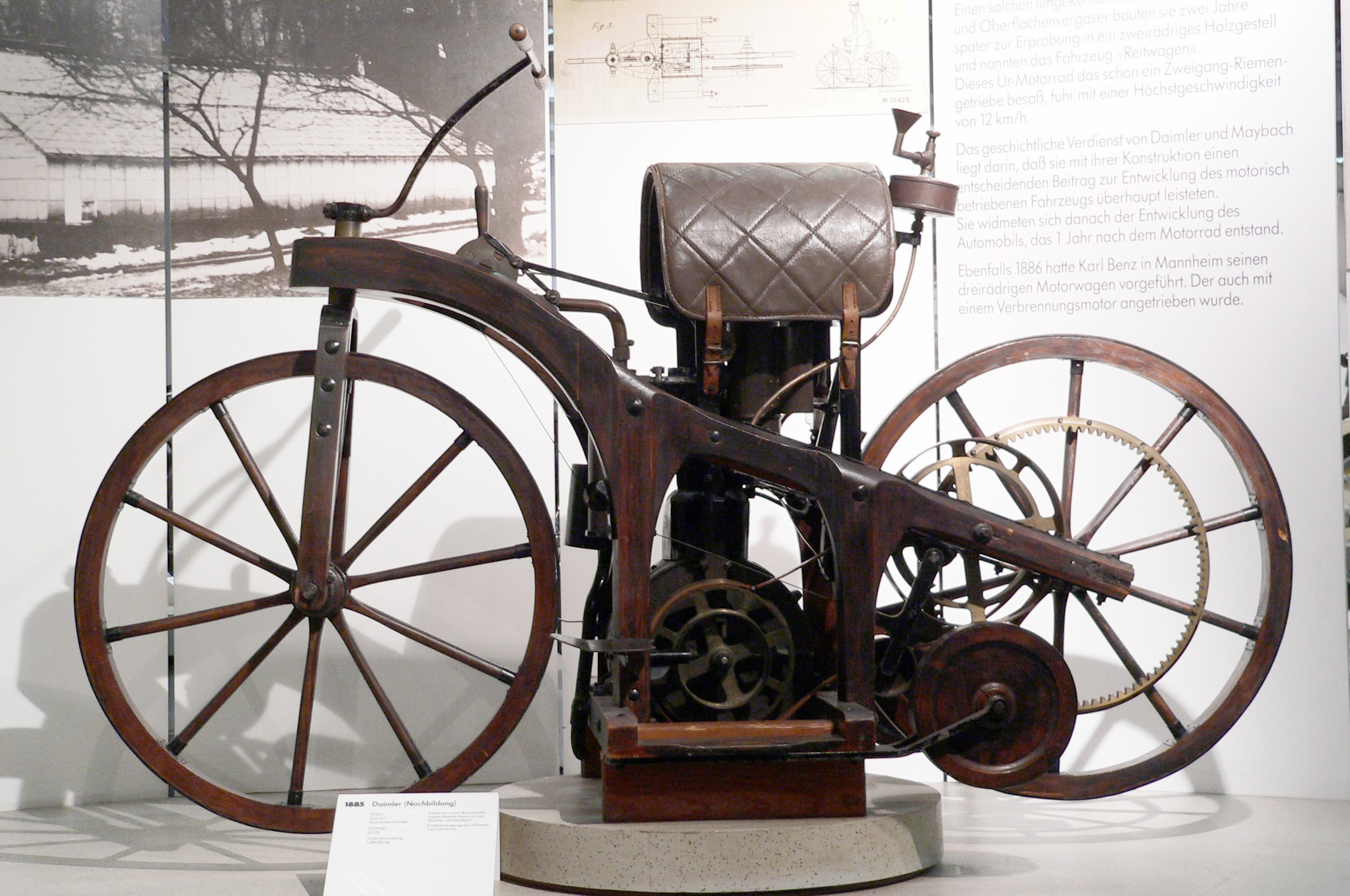
Invention de la moto en 1885

En 1885, ils construisent la première moto du monde, en bois, puis montent leur moteur avec succès sur un bateau, un traîneau, une voiture à cheval en 1886, des tramways et des pompes à incendie...
En 1887, Gottlieb Daimler dépose un brevet pour leur moteur Daimler à combustion interne à grande vitesse qui marque une étape importante dans le développement des automobiles et des motos. Deux ans après, ils mettent au point la Stahlradwagen, première voiture avec un moteur à explosion, carburateur à gicleur à essence (Moteur à deux cylindres en V) qu'ils présentent sur le stand de Panhard et Levassor de la galerie des « machines et des progrès techniques » de l'Exposition universelle de 1889 de Paris.

### Inventeur pour Daimler Motoren Gesellschaft
En 1890, Gottlieb Daimler fonde la société Daimler Motoren Gesellschaft dont il est actionnaire au tiers, et devient constructeur indépendant. Maybach en est nommé ingénieur en chef avant de démissionner l'année suivante pour cause de contrat désavantageux, suivi par Gottlieb Daimler en 1893 à la suite de désaccords avec ses associés.
Il rejoint Gottlieb Daimler qui fonde un nouveau laboratoire de recherche et de fabrication indépendant à l'hôtel Herrmann de Stuttgart ou ils mettent au point avec succès, un moteur pour automobile à entraînement par courroie doté d'un carburateur à vaporisation.
En 1895, Daimler et Maybach réintègrent Daimler Motoren Gesellschaft après un nouvel accord avec leurs associés pour fabriquer leur moteur en série. Maybach développe le radiateur tubulaire ventilé, puis le radiateur alvéolaire, révolutionnaires dans l'industrie automobile. Il met ensuite au point une série de cinq modèles de moteurs entre 1898 et 1899. Ils créent en 1897 la Daimler Phoenix équipée d'un moteur avant puis présente en 1899 le premier moteur 4 cylindres.

### Inventeur pour Mercedes-Daimler

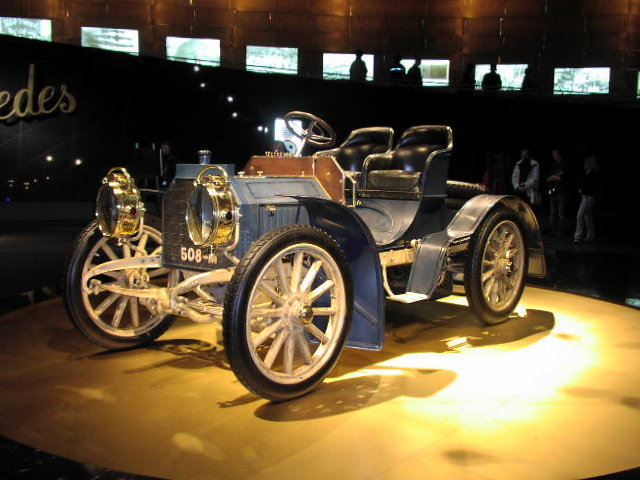
Mercedes Simplex de 1902

En 1899, il construit la première Mercedes 35 HP de course pour le richissime consul général de l'empire austro-hongrois et homme d'affaires, Emil Jellinek. Celui-ci intègre le conseil d'administration de Daimler et achète l'exclusivité des droits de la marque et les brevets techniques pour les revendre avec succès en Autriche-Hongrie, en France, en Belgique et aux États-Unis dans ses concessions sous le nom de sa fille aînée Mercedes.
Les licences d'exploitation des brevets déposés par Gottlieb Daimler sont achetées pour la Grande-Bretagne par l'ingénieur anglais Frederick Richard Simms, qui fonde la marque Daimler Motor Company en 1896.
L'année suivante, Gotlieb décède ; Maybach poursuit avec son fils et successeur Paul Daimler, avec qui il conçoit la série des Mercedes Simplex et les voitures suivantes pour Jellinek.

### La marque Maybach

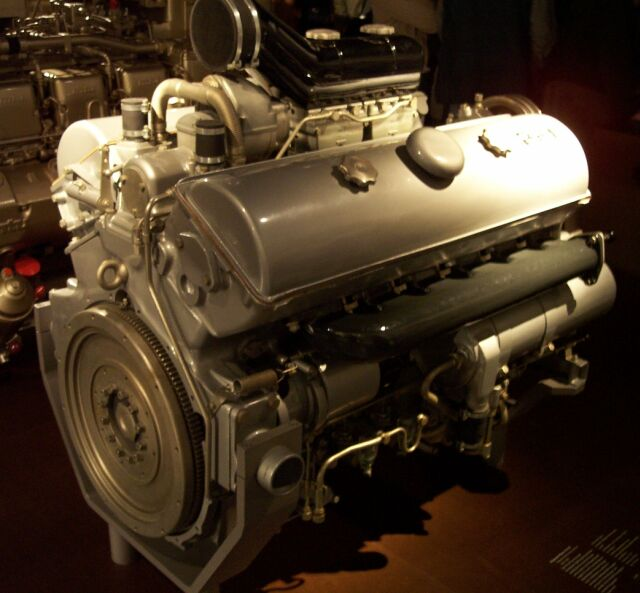
Moteur à explosion Maybach 12 cylindres en V en 1928.

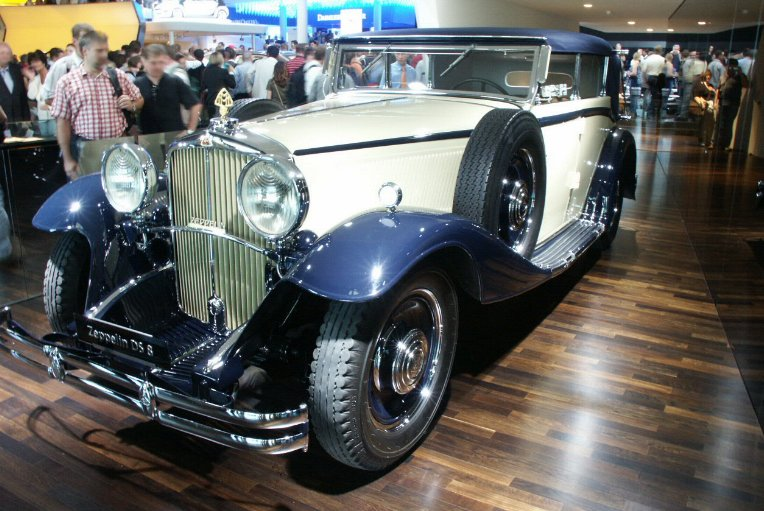
Maybach Zeppelin DS8 découvrable de 1934

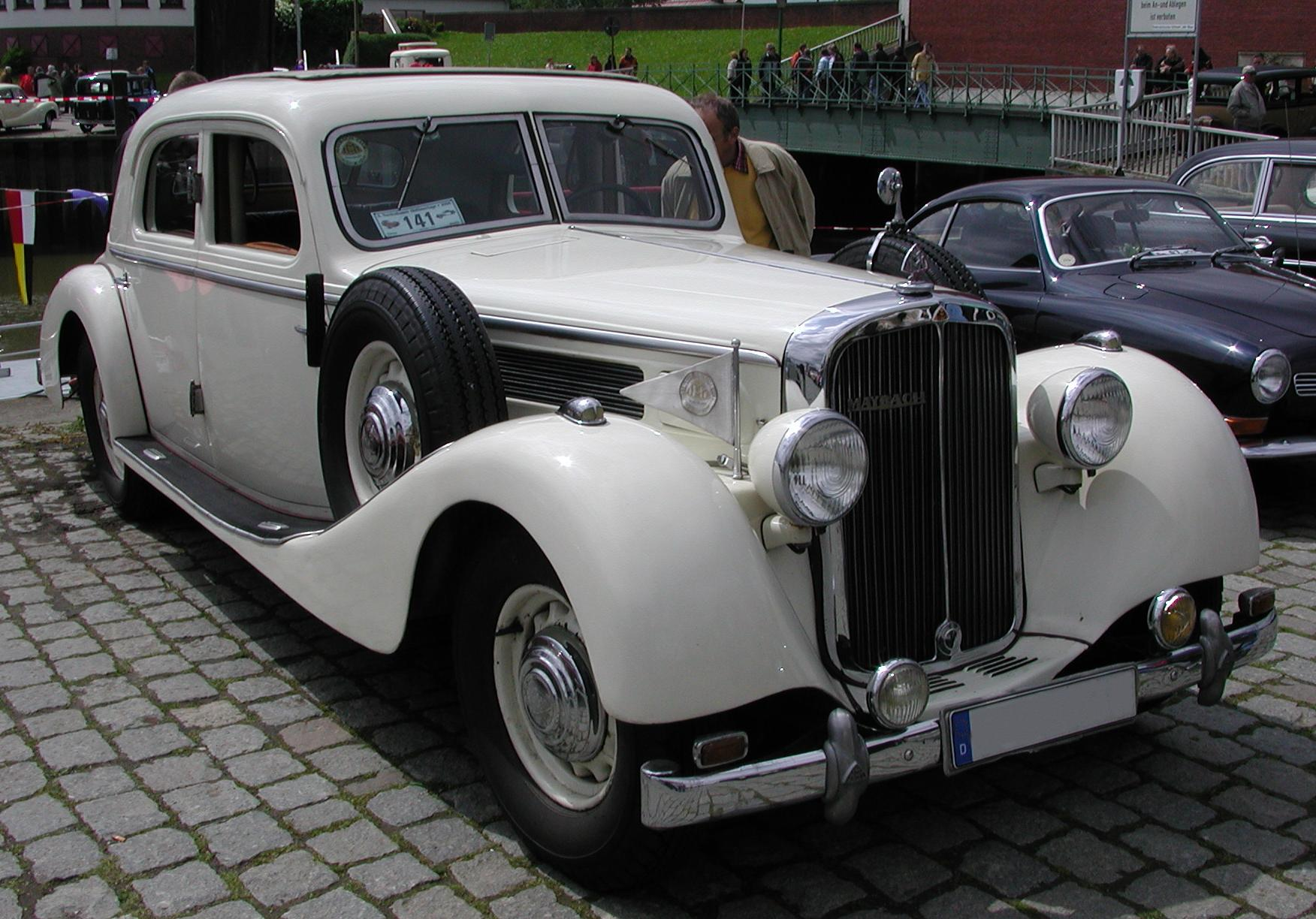
Maybach SW 42 de 1939

En 1907, Wilhelm démissionne après avoir été relégué de la direction de Daimler au rang d'« inventeur en chef ». Il fonde avec succès avec son fils Karl Maybach (de) la marque d'automobile et de moteur à explosion Maybach. Il se lance dans la construction de moteurs de dirigeable pour le comte Ferdinand von Zeppelin et plus tard de voitures de luxe.
À la suite de la destruction du Zeppelin LZ 4 dans une tempête en 1908, Maybach proposa un nouveau modèle de moteur, dont la supervision technique était assurée par son fils, le Luftfahrzeug-Motorenbau-GmbH Bissingen. Il s'installe en 1912 à Friedrichshafen où il confie peu à peu les rênes de l'entreprise à son fils Karl.
En 1928, année de sa disparition à 82 ans, Wilhelm Maybach conçoit avec son fils la Maybach 12 DS, la première automobile avec un moteur V12.